# Editora Criativo
Editora Criativo é uma editora brasileira especializada em publicação de histórias em quadrinhos e livros de como desenhar. Foi fundada em 2004 por Carlos Mann.

## Antecedentes e contexto
Em 1986, o angolano Carlos Mann fundou uma banca de jornal na cidade de São Paulo, mais tarde convertida em uma gibiteria chamada Comix Book Shop, Na década de 1990, Carlos passou a atuar no mercado editorial, sendo um dos editores da revista informativa Heróis do Futuro da Editora Press. Em 1996, editou um álbum da revista Heavy Metal só com autores brasileiros. Em 1998, Carlos fundou, junto com Franco de Rosa, a editora Opera Graphica, além de publicar quadrinhos, a editora atou como um estúdio que produzia revistas para a Editora Escala. Em 2008, Carlos deixou o comando da Comix Book Shop, passando para seu irmão Ricardo Jorge de Freitas Rodrigues. No mesmo ano, anunciou o encerramento das atividades da Opera Graphica, por ele e Franco de Rosa considerarem que já haviam cumprido seu propósito de ajudar a crescer o mercado do quadrinho brasileiro.

## Histórico

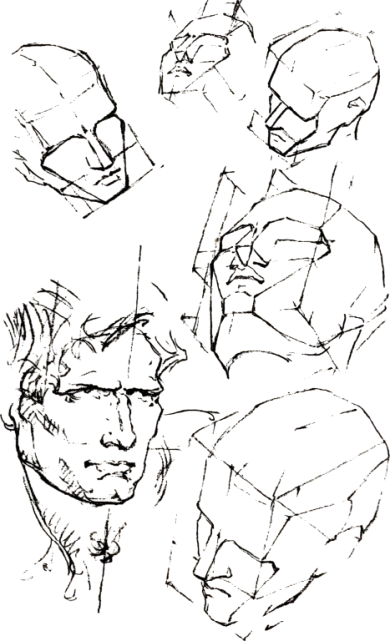
George Bridgman é um dos autores publicados pela editora.

Em 2004, Carlos Mann fundou um novo estúdio, chamado de Mercado Editorial e Criativo Mercado Editorial, que assumiu a produção de revistas da Escala como as informativasNeo Tokyo e Crash.
Em 2011, a empresa passou a adotar o nome Criativo Editora, entre os títulos estavam os livros Curso Fundamental de Mangá, e Curso Prático de Mangá - Passo a Passo de Arthur Garcia, que compilavam aulas de desenho publicadas na revista Neo Tokyo.  Posteriormente, o catálogo passou a incluir também obras de autores clássicos e modernos do Brasil e do exterior como Charles Bargue, George Bridgman, John Vanderpoel, E. G. Lutz, Heinrich Kley, Renato Silva, Jayme Cortez, Rodolfo Zalla, Mozart Couto e Alexandre Jubran.
A editora estabeleceu uma parceria com o Observatório de Histórias em Quadrinhos da Escola de Comunicações e Artes da Universidade de São Paulo, publicando livros de pesquisas acadêmicas sobre quadrinhos  A editora também edita álbuns de republicações de clássicos dos quadrinhos brasileiros e biografias sobre diversos autores.